# Günther von Seherr-Thoß
Hans Günther Ferdinand Stanislaus Freiherr von Seherr-Thoß (* 18. Juli 1859 in Pleß, Oberschlesien; † 18. Juli 1926 in Lorzendorf) war preußischer Fideikommissbesitzer, Verwaltungsjurist und Landrat sowie Regierungspräsident in Liegnitz (1902–1915).

## Leben

### Herkunft
Seine Eltern waren Stanislaus Ferdinand Sigismund Freiherr von Seherr-Thoss (1827–1907), Landrat vom Kreis Pleß und Marie Charlotte Albertine Elisabeth Knappe von Knappstädt (1833–1913), Tochter der Elisabeth von Fehrentheil und des Moritz Knappe von Knappstädt-Hausdorf. Seine ältere Schwester Elisabeth (1858–1945) heiratete den Offizier Kurt von Teichman-Logischen (1862–1918), zuletzt Oberstleutnant a. D. Die Mutter erbte den Fideikommiss Lorzendorf.

### Werdegang
Er begann 1880 als Gerichtsreferent, 1882 als Regierungsreferent in Oppeln, 1885 als Regierungsassessor in Frankfurt a. d. Oder. 1887 wurde Freiherr von Seherr-Thoß zum Landrat vom Landkreis Grünberg i. Schles. ernannt und amtierte bis 1892. Anschließend wechselte er als Geheimer Regierungsrat in das preußische Ministerium für Landwirtschaft, Domänen und Forsten. 1896 brachte er es zum Geheimen Oberregierungsrat und wurde 1902 zum Regierungspräsidenten in Liegnitz ernannt.
Günther Freiherr von Seherr-Thoß war zudem Kammerherr, Deichhauptmann, Geheimer Rat sowie Vortragender Rat im preußischen Ministerium für Landwirtschaft sowie Rittmeister der Reserve des Leib-Kürassier-Regiments „Großer Kurfürst“ (Schlesisches) Nr. 1.
Er war Mitglied des Corps Saxo-Borussia Heidelberg und des Corps Borussia Bonn.

### Familie
Freiherr von Seherr-Thoß heiratete am 25. August 1885 Laura Elisabeth „Elly“ von Wichelhaus (* 9. Februar 1864 in Norok, Landkreis Falkenberg O.S.; † 27. Dezember 1937 in Oppeln).

## Auszeichnungen
- Komturstern mit goldenen Strahlen zum Orden Philipps des Großmütigen – Hessen-Darmstadt, 24. Mai 1913
- Ehrenbürger von Liegnitz